# Ibrahima Sissoko
Ibrahima Sissoko (* 27. října 1997) je malijský profesionální fotbalista, který hraje na pozici defenzivního záložníka za německý klub VfL Bochum. Narodil se ve Francii, ale hraje za národní tým Mali.

## Klubová kariéra
Dne 24. června 2024 podepsal Sissoko tříletou smlouvu s VfL Bochum v Německu.

## Reprezentační kariéra
Sissoko se narodil ve Francii a je malijského původu. Byl mládežnickým reprezentantem Francie, hrál i za francouzský tým do 21 let. V říjnu 2023 byl povolán do národního týmu Mali na několik přátelských zápasů.

## Statistiky

### Klubové
Platí k zápasu hranému 19. října 2024.
| Klub              | Sezóna            | Liga                   | Liga   | Liga | Národní pohár | Národní pohár | Ligový pohár | Ligový pohár | Kontinentální | Kontinentální | Ostatní | Ostatní | Celkově | Celkově |
| Klub              | Sezóna            | Soutěž                 | Zápasy | Góly | Zápasy        | Góly          | Zápasy       | Góly         | Zápasy        | Góly          | Zápasy  | Góly    | Zápasy  | Góly    |
| ----------------- | ----------------- | ---------------------- | ------ | ---- | ------------- | ------------- | ------------ | ------------ | ------------- | ------------- | ------- | ------- | ------- | ------- |
| Brest B           | 2014/15           | Championnat National 3 | 8      | 0    | —             | —             | —            | —            | —             | —             | —       | —       | 8       | 0       |
| Brest B           | 2015/16           | Championnat National 3 | 11     | 2    | —             | —             | —            | —            | —             | —             | —       | —       | 11      | 2       |
| Brest B           | 2016/17           | Championnat National 3 | 13     | 1    | —             | —             | —            | —            | —             | —             | —       | —       | 13      | 1       |
| Brest B           | 2017/18           | Championnat National 3 | 1      | 0    | —             | —             | —            | —            | —             | —             | —       | —       | 1       | 0       |
| Brest B           | Celkově           | Celkově                | 33     | 3    | —             | —             | —            | —            | —             | —             | —       | —       | 33      | 3       |
| Brest             | 2015/16           | Ligue 2                | 2      | 0    | 1             | 0             | —            | —            | —             | —             | —       | —       | 3       | 0       |
| Brest             | 2016/17           | Ligue 2                | 6      | 0    | 2             | 0             | —            | —            | —             | —             | —       | —       | 8       | 0       |
| Brest             | 2017/18           | Ligue 2                | 19     | 1    | 1             | 0             | 1            | 0            | —             | —             | —       | —       | 21      | 1       |
| Brest             | Celkově           | Celkově                | 27     | 1    | 4             | 0             | 1            | 0            | —             | —             | —       | —       | 32      | 1       |
| Štrasburk         | 2018/19           | Ligue 1                | 32     | 3    | 0             | 0             | 3            | 0            | —             | —             | —       | —       | 35      | 3       |
| Štrasburk         | 2019/20           | Ligue 1                | 23     | 0    | 3             | 0             | 2            | 0            | 4             | 0             | —       | —       | 32      | 0       |
| Štrasburk         | 2020/21           | Ligue 1                | 36     | 0    | 1             | 0             | —            | —            | —             | —             | —       | —       | 37      | 0       |
| Štrasburk         | 2021/22           | Ligue 1                | 35     | 2    | 1             | 0             | —            | —            | —             | —             | —       | —       | 36      | 2       |
| Štrasburk         | 2022/23           | Ligue 1                | 26     | 0    | 1             | 0             | —            | —            | —             | —             | —       | —       | 27      | 2       |
| Štrasburk         | 2023/24           | Ligue 1                | 27     | 0    | 2             | 0             | —            | —            | —             | —             | —       | —       | 29      | 0       |
| Štrasburk         | Celkově           | Celkově                | 179    | 5    | 8             | 0             | 5            | 0            | 4             | 0             | 0       | 0       | 196     | 5       |
| VfL Bochum        | 2024/25           | Bundesliga             | 7      | 0    | 1             | 0             | —            | —            | —             | —             | —       | —       | 8       | 0       |
| Celkově v kariéře | Celkově v kariéře | Celkově v kariéře      | 246    | 9    | 13            | 0             | 6            | 0            | 4             | 0             | 0       | 0       | 269     | 9       |

### Reprezentační
Platí k zápasu hranému 17. října 2023.
| Národní tým | Rok     | Zápasy | Góly |
| ----------- | ------- | ------ | ---- |
| Mali        | 2023    | 1      | 0    |
| Celkově     | Celkově | 1      | 0    |